# 賽納幾語系
賽納幾語言在馬爾科姆·羅斯的分類系統中，是巴布亞諸語言中的一個獨立的小家族，亦是斯蒂芬·沃爾姆跨新幾內亞語系的一部分。
其中，安哥爾語區分第二人稱與第三人稱中雙數與複數的性別，但卻不區分單數的。目前並不清楚德拉語是否也有相同的文法。

## 分類
賽納幾語族僅由兩種語言所組成：
- 賽納幾語言家族：安哥爾語、德拉語

最有機會與賽納幾語言有相關的語言是賽皮克語族和托里切利語族。第一人稱單數代詞「我」在原始賽納幾語和原始賽皮克語中被重構為*wan，而安哥爾語陽性雙數和複數代名詞後綴-fa-和-mu-似乎反映了原始賽皮克語和原始托里切利語雙數和複數代詞後綴* -p和* -m。